# I Love Money (Temporada 2)
Para las otras versiones del reality, véase I Love Money
I Love Money 2 es la continuación de I Love Money. Es un reality en el cual 19 participantes de las tres temporadas de Flavor of Love, las dos primeras de Rock of Love, las dos primeras de I Love New York y la primera temporada de Real Chance of Love, concursan en un tipo de pruebas físicas y mentales para ganar $250.000 dólares. El show fue creado por los productores de The Surreal Life: Cris Abrego y Mark Cronin. El show fue estrenado el 2 de febrero de 2009, donde es conducido de nuevo por Craig J. Jackson. El reality fue grabado en el mismo puerto de Huatulco, Oaxaca, México donde también se grabó la primera temporada. La Ganadora de la competencia fue Angela Pitts, también conocida como Myammee

## Curiosidades
- El episodio final solo duró una hora (incluido con cortes comerciales ) en cambio la primera temporada duró una hora y media.

- En la primera temporada solo quedaron 3 semifinalistas en cambio en esta quedaron 5 semifinalistas.

- Esta temporada no hubo como en la primera lo mejor de (i love money) donde se veía escenas sin editar en cambio este temporada se pasó de frente al episodio final.

- En el episodio final se podía ver a Taylor Made y a Myammee enfocados y determinados en ganar en cambio a It se lo veía despreocupado y sin muchas ganas de ganar, tanto así que no terminó el desafío, se quedó en la tercera ronda (derretir el hielo para obtener una llave) comiendo camarones durante todo el resto del episodio.

## Progreso
| 1  | Myammee         | VERDE   | SALVADO | SALVADO | SALVADO | VERDE   | ULT 3   | GANÓ    | GANÓ    | SALVADO | ULT 3   | SALVADO | GANÓ    | SALVADO | SALVADO | GANÓ    | GANADORA |  |  |  |  |  |  |  |  |  |  |  |  |  |  |  |  |  |  |  |  |  |  |  |  |  |  |  |  |  |  |  |  |  |  |  |  |  |  |  |
| 2  | Tailor Made     | DORADO  | GANÓ    | GANÓ    | GANÓ    | DORADO  | GANÓ    | SALVADO | SALVADO | GANÓ    | GANÓ    | SALVADO | SALVADO | SALVADO | SALVADO | RIESGO  | ANULADO  |  |  |  |  |  |  |  |  |  |  |  |  |  |  |  |  |  |  |  |  |  |  |  |  |  |  |  |  |  |  |  |  |  |  |  |  |  |  |  |
| 3  | It              | DORADO  | GANÓ    | GANÓ    | GANÓ    | VERDE   | SALVADO | GANÓ    | GANÓ    | SALVADO | RIESGO  | SALVADO | SALVADO | RIESGO  | RIESGO  | RIESGO  | ANULADO  |  |  |  |  |  |  |  |  |  |  |  |  |  |  |  |  |  |  |  |  |  |  |  |  |  |  |  |  |  |  |  |  |  |  |  |  |  |  |  |
| 4  | Prancer         | DORADO  | GANÓ    | GANÓ    | GANÓ    | DORADO  | GANÓ    | SALVADO | SALVADO | GANÓ    | SALVADO | SALVADO | SALVADO | RIESGO  | GANÓ    | ANULADO |          |  |  |  |  |  |  |  |  |  |  |  |  |  |  |  |  |  |  |  |  |  |  |  |  |  |  |  |  |  |  |  |  |  |  |  |  |  |  |  |
| 5  | Saaphyri        | DORADO  | GANÓ    | GANÓ    | GANÓ    | VERDE   | SALVADO | GANÓ    | GANÓ    | RIESGO  | SALVADO | RIESGO  | RIESGO  | GANÓ    | RIESGO  | ANULADO |          |  |  |  |  |  |  |  |  |  |  |  |  |  |  |  |  |  |  |  |  |  |  |  |  |  |  |  |  |  |  |  |  |  |  |  |  |  |  |  |
| 6  | Angelique       | GANÓ    | GANÓ    | GANÓ    | VERDE   | SALVADO | GANÓ    | riesgo  | ganó    | SALVADO | RIESGO  | RIESGO  | RIESGO  | SALVADO | ANULADO |         |          |  |  |  |  |  |  |  |  |  |  |  |  |  |  |  |  |  |  |  |  |  |  |  |  |  |  |  |  |  |  |  |  |  |  |  |  |  |  |  |
| 7  | Ice             | VERDE   | SALVADO | SALVADO | SALVADO | DORADO  | GANÓ    | SALVADO | SALVADO | GANÓ    | SALVADO | SALVADO | SALVADO | ANULADO |         |         |          |  |  |  |  |  |  |  |  |  |  |  |  |  |  |  |  |  |  |  |  |  |  |  |  |  |  |  |  |  |  |  |  |  |  |  |  |  |  |  |
| 8  | 20 Pack         | DORADO  | GANÓ    | GANÓ    | GANÓ    | DORADO  | GANÓ    | RIESGO  | RIESGO  | GANÓ    | SALVADO | GANÓ    | ANULADO |         |         |         |          |  |  |  |  |  |  |  |  |  |  |  |  |  |  |  |  |  |  |  |  |  |  |  |  |  |  |  |  |  |  |  |  |  |  |  |  |  |  |  |
| 9  | Buckwild        | VERDE   | RIESGO  | RIESGO  | RIESGO  | DORADO  | GANÓ    | RIESGO  | RIESGO  | GANÓ    | SALVADO | ANULADO |         |         |         |         |          |  |  |  |  |  |  |  |  |  |  |  |  |  |  |  |  |  |  |  |  |  |  |  |  |  |  |  |  |  |  |  |  |  |  |  |  |  |  |  |
| 10 | Cali            | DORADO  | GANÓ    | GANÓ    | GANÓ    | VERDE   | RIESGO  | GANÓ    | GANÓ    | SALVADO | ANULADO |         |         |         |         |         |          |  |  |  |  |  |  |  |  |  |  |  |  |  |  |  |  |  |  |  |  |  |  |  |  |  |  |  |  |  |  |  |  |  |  |  |  |  |  |  |
| 11 | The Enterteiner | DORADO  | GANÓ    | GANÓ    | GANÓ    | VERDE   | SALVADO | GANÓ    | GANÓ    | ANULADO |         |         |         |         |         |         |          |  |  |  |  |  |  |  |  |  |  |  |  |  |  |  |  |  |  |  |  |  |  |  |  |  |  |  |  |  |  |  |  |  |  |  |  |  |  |  |
| 12 | Bonez           | VERDE   | SALVADO | SALVADO | SALVADO | DORADO  | GANÓ    | SALVADO | ANULADO |         |         |         |         |         |         |         |          |  |  |  |  |  |  |  |  |  |  |  |  |  |  |  |  |  |  |  |  |  |  |  |  |  |  |  |  |  |  |  |  |  |  |  |  |  |  |  |
| 13 | Heat            | DORADO  | GANÓ    | GANÓ    | GANÓ    | DORADO  | GANÓ    | ANULADO |         |         |         |         |         |         |         |         |          |  |  |  |  |  |  |  |  |  |  |  |  |  |  |  |  |  |  |  |  |  |  |  |  |  |  |  |  |  |  |  |  |  |  |  |  |  |  |  |
| 14 | Milf            | VERDE   | SALVADO | RIESGO  | RIESGO  | VERDE   | ANULADO |         |         |         |         |         |         |         |         |         |          |  |  |  |  |  |  |  |  |  |  |  |  |  |  |  |  |  |  |  |  |  |  |  |  |  |  |  |  |  |  |  |  |  |  |  |  |  |  |  |
| 15 | Budha           | VERDE   | SALVADO | SALVADO | SALVADO | ANULADO |         |         |         |         |         |         |         |         |         |         |          |  |  |  |  |  |  |  |  |  |  |  |  |  |  |  |  |  |  |  |  |  |  |  |  |  |  |  |  |  |  |  |  |  |  |  |  |  |  |  |
| 16 | T-weed          | VERDE   | SALVADO | SALVADO | ANULADO |         |         |         |         |         |         |         |         |         |         |         |          |  |  |  |  |  |  |  |  |  |  |  |  |  |  |  |  |  |  |  |  |  |  |  |  |  |  |  |  |  |  |  |  |  |  |  |  |  |  |  |
| 17 | Leilene         | VERDE   | RIESGO  | ANULADO |         |         |         |         |         |         |         |         |         |         |         |         |          |  |  |  |  |  |  |  |  |  |  |  |  |  |  |  |  |  |  |  |  |  |  |  |  |  |  |  |  |  |  |  |  |  |  |  |  |  |  |  |
| 18 | Onix            | VERDE   | ANULADO |         |         |         |         |         |         |         |         |         |         |         |         |         |          |  |  |  |  |  |  |  |  |  |  |  |  |  |  |  |  |  |  |  |  |  |  |  |  |  |  |  |  |  |  |  |  |  |  |  |  |  |  |  |
| 19 | Tamara          | ANULADO |         |         |         |         |         |         |         |         |         |         |         |         |         |         |          |  |  |  |  |  |  |  |  |  |  |  |  |  |  |  |  |  |  |  |  |  |  |  |  |  |  |  |  |  |  |  |  |  |  |  |  |  |  |  |

## Episodios

### Strapless Moves/Movimientos de strapless
En casa Leilene empieza a coquetear con Buddha. El primer desafío es basado en el Knock out de Boston en la primera temporada de I Love New York. Myammee es elegida como capitana del equipo verde, mientras el equipo oro eligen a Heat. Cada capitán debe elegir quien va a pelear en el ring. El equipo que gane se salvará de la eliminación y el Pagador decidirá quien de los tres concursantes que sean enviados a la bóveda se irá a casa. El desafío es ganado por el equipo oro.
| Round | V.S                        | Ganador     |
| ----- | -------------------------- | ----------- |
| 1     | Buddha vs. The Enterteiner | Buddha      |
| 2     | T-weed vs. 20 Pack         | 20 Pack     |
| 3     | Angelique vs. Tailor Made  | Tailor Made |
| 4     | Cali vs. Milf              | Cali        |
| 5     | Bonez vs. Ice              | Bonez       |
| 6     | Onix vs. Prancer           | Onix        |
| 7     | Heat vs. Myammee           | Heat        |

En la casa Saaphyri y Buckwild convencen a Leilene de enviar a Buddha a la caja fuerte, pero ella no acepta. En la bóveda Leilene no vota por Buddha, sin embargo el vota para que ella se fuera, buckwild trata de quemar tiempo para no ir a la caja, y así Heat decida quien va a la caja, pero no le funciona. Al final Buckwild, Leilene y Onix van a la caja fuerte. Debido a que Leilene no voto por Buddha, Saaphyri y Buckwild tratan de convencerla de que renuncie, así el equipo verde tendriía que regresar a la bóveda a votar por otra persona para irse. Leilene dice que lo pensara, pero en la salida de poder Leilene dice a Heat que quiere que renuncie. Leilene se siente a salvo ya que se besa con Heat. En la eliminación Leilene decide no irse. Heat da el primer cheque a Buckwild y por estrategia Heat anula el cheque de Onix, ya que es un competidor fuerte.
- Reto: Boston Knockout
- Ganador: :
- Perdedor: :
- Maestro Pagador(Paymaster): Heat
- Bottom 3: Becky Buckwild, Leilin, Onix
- Eliminado: Onix

### minority of Cards/minorio de  cartas
- Reto: Breath Mint Shootout
- Ganador: :
- Perdedor: :
- Maestro Pagador(Paymaster): Saaphyri
- Bottom 3: Buckwild, Leilane, Milf
- Eliminado: Leilane

### Kiss-off 2/Beso entre dos
Emulando la primera temporada donde los concursantes tuvieron que besarse el mayor tiempo posible para ganar el reto... en esta ocasión también se besaron, pero no precisamente en los labios.
Todas las parejas estaban listas, uno de ellos tenía que pararse sobre una viga y el otro en cuclillas debía besarle el trasero, la pareja que aguantara el mayor tiempo posible, hacía que su equipo ganara el desafío.
Milf y Becky Buckwild arruinan el reto, dejando todo en manos de Myammee y T weed, quien al final no puede aguantar y termina en segundo lugar, dejando como ganadoras a Angelique y Prancer. solo 15 + 9 24 alas
| Puesto | Parejas                   |
| ------ | ------------------------- |
| 1      | Angelique & Prancer       |
| 2      | Myammee & T-Weed          |
| 3      | Heat & It                 |
| 4      | Saaphyri & Tailor Made    |
| 5      | 20 Pack & The Entertainer |
| 6      | Buckwild & Ice (SABOTAJE) |
| 7      | Buddha & Milf (SABOTAJE)  |

- Reto: The Kiss Off 2
- Ganadores: :
- Perdedores: :
- Maestro Pagador(Paymaster): The Entertainer
- Bottom 3: Buckwild, Milf, T-Weed
- Eliminado: T-Weed
- Capitanes de Equipo: Saaphyri (1st), 20 Pack (2nd)
- Nuevo Equipo Verde: Saaphyri, The Entertainer, Cali, It, Milf, Myammee, Angelique
- Nuevo Equipo Dorado: 20 Pack, Heat, Buckwild, Prancer, Tailor Made, Bonez, Ice
- Bottom 3: Angelique, Buddha, Ice
- Eliminado: Buddha

### what minority Are Dead - is anahi?/que minorio muere - ¿es anahi?
- Reto: Gold Diggers
- Ganadores: :
- Perdedores: :
- Maestro Pagador(Paymaster): the entertainer
- riesgo 3: Cali, Milf, myammee
- Eliminado: Milf

### The Chickens Who Come Home to Roost/Los pollos regresen a casa
Como en la primera temporada, los concursantes deben construir una catapulta y lanzar pollos de plástico a otros miembros de su equipo. El primer equipo que atrapara cinco pollos y los colocara en los cinco platos correspondientes sería el ganador.
El equipo de Frank 'The entertainer' gana el desafío gracias a que Prancer, Cali e Ice arruinan todo para su equipo, ya que a la hora de construir el aparato, este no lanzaba los pollos hacia el frente donde se encontraban sino hacia atrás, logrando que Heat y 20 Pack no pudieran atrapar ninguno.
- Reto: Chicken-A-Pult 2
- Ganadores: :
- Perdedores: :
- Maestro Pagador(Paymaster): The Entertainer
- Bottom 3: 20 Pack, Buckwild, Heat
- Eliminado: Heat

### Are You There, God? It's Me /Eres tu Dios? Soy yo
- Reto: Fire and Ice
- Ganadores: :
- Perdedores: :
- Maestro Pagador(Paymaster): Angelique
- Bottom 3: 20 Pack, Bonez, Buckwild
- Eliminado: Bonez

### How Do You Say a man how wings/ Como se dice un hombre tiene alas
- Reto: Tangle Web of Lies
- Ganadores: :
- Perdedores: :
- Maestro Pagador(Paymaster): Tailor Made
- Bottom 3: Angelique, The Entertainer, Saaphyri
- Eliminado: The Entertainer

### Thrown Under the Bus/ Arrojalo debajo del bus
Cada concursante debía arrojar un muñeco a un autobús que pasaba frente a ellos, el muñeco pertenecía a alguno de los otros participantes. Si el muñeco de alguno de los jugadores era arrollado por el autobús en dos ocasiones, éste quedaba eliminado, e igualmente si alguno de ellos erraba el tiro, uno de sus muñecos, se anulaba. Tailor Made gana el desafío debido a que los concursantes de la otra alianza no tuvieron muy buen tino e incluso Becky Buckwild erra sus dos tiros.
| Nombre      | 1           | 2           | 3           | 4       |
| ----------- | ----------- | ----------- | ----------- | ------- |
| Tailor Made | Cali        | Angelique   | Ice         | Prancer |
| Prancer     | It          | Tailor Made | Tailor Made | -       |
| Ice         | 20 Pack     | Angelique   | Tailor Made |         |
| Angelique   | Myammee     | -           |             |         |
| Saaphyri    | It          | Prancer     |             |         |
| Buckwild    | Craig       | Prancer     |             |         |
| Myammee     | 20 Pack     |             |             |         |
| 20 Pack     | Tailor Made |             |             |         |
| It          | Myammee     |             |             |         |
| Cali        | Myammee     |             |             |         |

     El concursante hizo un tiro fallido y perdió uno de sus maniquíes.
- Reto: Under the Bus
- Maestro Pagador (Paymaster): Tailor Made
- Perdedor: Cali
- Bottom 3: Cali, It, Myammee
- Eliminado: Cali

### You Made Your Bed, Now Lie in It/ Hiciste tu cama, ahora metete en ella
Los participantes debían saltar sobre varias camas colocadas flotando sobre el agua, recoger una bolsa de dinero, ponerla en un cofre y regresar por una segunda bolsa.
Debido a su excelente condición física, 20 Pack gana el desafío sin nadie que le hiciera sombra en el mismo.
Tailor Made, Ice, Prancer e It hacen un trato con él diciéndole que si elimina a Becky Buckwild ellos lo protegerán en caso de que llegue a la caja, 20 Pack acepta el trato, sin darse cuenta de que Myammee  (miembro de la alianza de los 'Underdogs') no estaba dentro del cuarto donde fue hecho el acuerdo.
| Rango | Nombre      | Tiempo        |
| ----- | ----------- | ------------- |
| 1     | 20 Pack     | 0:26          |
| 2     | Prancer     | 1:40          |
| 3     | Ice         | 1:43          |
| 4     | Myammee     | 1:45          |
| 5     | Buckwild    | 2:32          |
| 6     | Tailor Made | 2:37          |
| 7     | Saaphyri    | 2:51          |
| 8     | It          | 4:47          |
| 9     | Angelique   | Descalificada |

     El concursante pierde la competencia.
     El concursante ganó la competencia y se fue en Paymaster.
- Reto: Bed Hopping
- Maestro Pagador(Paymaster): 20 Pack
- Perdedor: Angelique
- Bottom 3: Angelique, Buckwild, Saaphyri
- Eliminado: Buckwild

### everybody Scream All You Want/todos gritar a Carrie
|  | Cuartos de final | Cuartos de final |         |         | Semifinales | Semifinales |  |        | Final | Final |  |
|  |                  |                  |         |         |             |             |  |        |       |       |  |
|  |                  |                  |         |         |             |             |  |        |       |       |  |
|  | 20 Pack          | Pierde           |         |         |             |             |  |        |       |       |  |
|  | 20 Pack          | Pierde           |         |         |             |             |  |        |       |       |  |
|  | Myammee          | Gana             |         |         |             |             |  |        |       |       |  |
|  | Myammee          | Gana             |         | Myammee | Gana        |             |  |        |       |       |  |
|  |                  |                  |         | Myammee | Gana        |             |  |        |       |       |  |
|  |                  |                  | Prancer | Pierde  |             |             |  |        |       |       |  |
|  | Prancer          | Gana             | Prancer | Pierde  |             |             |  |        |       |       |  |
|  | Prancer          | Gana             |         |         |             |             |  |        |       |       |  |
|  | Saaphyri         | Pierde           |         |         |             |             |  |        |       |       |  |
|  | Saaphyri         | Pierde           |         |         |             |             |  | Myamme | Gana  |       |  |
|  |                  |                  |         |         |             |             |  | Myamme | Gana  |       |  |
|  |                  |                  | Ice     | Pierde  |             |             |  |        |       |       |  |
|  | Ice              | Gana             | Ice     | Pierde  |             |             |  |        |       |       |  |
|  | Ice              | Gana             |         |         |             |             |  |        |       |       |  |
|  | Tailor Made      | Pierde           |         |         |             |             |  |        |       |       |  |
|  | Tailor Made      | Pierde           |         | It      | Pierde      |             |  |        |       |       |  |
|  |                  |                  |         | It      | Pierde      |             |  |        |       |       |  |
|  |                  |                  | Ice     | Gana    |             |             |  |        |       |       |  |
|  | It               | Gana             | Ice     | Gana    |             |             |  |        |       |       |  |
|  | It               | Gana             |         |         |             |             |  |        |       |       |  |
|  | Angelique        | Pierde           |         |         |             |             |  |        |       |       |  |
|  | Angelique        | Pierde           |         |         |             |             |  |        |       |       |  |
|  |                  |                  |         |         |             |             |  |        |       |       |  |

- Reto: Loud Mouth
- Maestro Pagador(Paymaster): Myammee
- Perdedor: 20 Pack
- Bottom 3: 20 Pack, Angelique, Saaphyri
- Eliminado: 20 Pack

### Can You Hang?/ Puedes sostenerte?
| Rango | Participante |
| ----- | ------------ |
| 1     | Saaphyri     |
| 2     | Tailor Made  |
| 3     | Prancer      |
| 4     | Angelique    |
| 5     | Myammee      |
| 6     | Ice          |
| 7     | It           |

     El concursante pierde la competencia.
     El concursante quedó en último puesto, el concursante fue puesto automáticamente en la caja fuerte.
     El concursante ganó la competencia y se convirtió en Paymaster .
- Reto: Hang On Flav
- Maestro Pagador (Paymaster): Saaphyri
- Perdedor: It
- Bottom 3: Ice, It, Prancer
- Eliminado: Ice

Saphary eliminó a Ice por la razón de que Ice no votó por enviar a Myammee a la caja, la cual era la oportunidad perfecta de Saaphyri para eliminarla..... Además Saaphyri decía que Ice es un hombre.....Myammee se encontraba temorosa porque sabía que era su último día si ella estuviera en la caja..

### Big Boobs, Big Bucks/ Grandes pechos
Los concursantes debían pasar una serie de obstáculos portando un par enorme de pechos falsos, Prancer gana la competencia, luego de que Angelique se equivocara en el tramo de los neumáticos (pensó que debían pisarlos y no ir por dentro de ellos), aún con esto 'Frenchy' sólo quedó unos segundos después de Prancer, lo que la frustró mucho.
| Rango | Nombre      | Tiempo |
| ----- | ----------- | ------ |
| 1     | Prancer     | 1:35   |
| 2     | Angelique   | 1:44   |
| 3     | Tailor Made | 1:58   |
| 4     | Myammee     | 1:58   |
| 5     | Saaphyri    | 2:14   |
| 6     | It          | 3:15   |

Al votar en la bóveda quedaron Saaphyri, Angelique e  It.  Frenchy o Angelique quería renunciar pero Saaphyri la convenció de no hacerlo. Luego en la ceremonia de eliminación Prancer decidió eliminar Angelique ya que ella pensaba que era una jugadora fuerte y que le podría dar problemas en la última etapa de la competencia.

### The Final Showdown/Final de temporada
| Rango | Nombre      | Tiempo |
| ----- | ----------- | ------ |
| 1     | Myamme      | 0:43   |
| 2     | Prancer     | 0:46   |
| 3     | Tailor Made | 2:02   |
| 4     | It          | 2:32   |
| 5     | Saaphyri    | 2:43   |

     El concursante perdió la competencia, pero no quedó en último puesto.
     Elconcursante perdió la competencia y su cheque fue denegado automáticamente.
     El concursante ganó y fue Paymaster.
- Reto: Excess Baggage
- Ganador/Pagador Maestro(Paymaster): Myamme
- Perdedor/Eliminado: Saaphyri
- Bottom 3: It, Prancer, Tailor Made
- Eliminado: Prancer
- Reto Final: Dash For The Cash
- Segundo Runner-Up: It
- Runner-Up: Tailor Made
- Ganador: Myamme

### The Reunion/Reunion
Los concursantes se reunieron a excepción de Saaphyri y Tamara para discutir y dialogar lo pasado en esta temporada de I Love Money, finalmente aparece la ganadora de esta temporada Myamee, para hablar de sus planes con el dinero ganado y como lo gastaría y además como donaría parte del premio a los más necesitados.